# Liste der Kulturdenkmäler in Bell (Hunsrück)
In der Liste der Kulturdenkmäler in Bell (Hunsrück) sind alle Kulturdenkmäler der rheinland-pfälzischen Ortsgemeinde Bell (Hunsrück) einschließlich der Ortsteile Hundheim, Krastel, Leideneck, Völkenroth und Wohnroth aufgeführt. Grundlage ist die Denkmalliste des Landes Rheinland-Pfalz (Stand: 27. Oktober 2023).

## Einzeldenkmäler
| Bezeichnung         | Lage                                      | Baujahr                           | Beschreibung | Bild                           |
| ------------------- | ----------------------------------------- | --------------------------------- | --- | ------------------------------ |
| Evangelische Kirche | Bell, Beller Hauptstraße 5 Lage           | 1728                              | barocker Saalbau, bezeichnet 1728, romanischer Westturm; bauliche Gesamtanlage aus Kirche und Friedhof                                             | weitere Bilder Fotos hochladen |
| Wohnhaus            | Bell, Beller Hauptstraße 24 Lage          | um 1800                           | Mansarddachbau, Fachwerk verschiefert, um 1800 | Fotos hochladen                |
| Hofanlage           | Bell, Beller Hauptstraße 25 Lage          | um 1800                           | Streckhof; abgewalmter Mansarddachbau, Fachwerk verkleidet, um 1800, Scheune, Stall                                                                | Fotos hochladen                |
| Wohnhaus            | Bell, Beller Hauptstraße 27 Lage          | Mitte des 19. Jahrhunderts        | Fachwerkhaus, teilweise massiv und verschiefert, Mitte des 19. Jahrhunderts                                                                        | Fotos hochladen                |
| Wohnhaus            | Bell, Beller Hauptstraße 29 Lage          | 18. Jahrhundert                   | Fachwerkhaus, teilweise massiv und verschiefert, Krüppelwalmdach, 18. Jahrhundert                                                                  | Fotos hochladen                |
| Wohnhaus            | Bell, Beller Hauptstraße 31 Lage          | 18. oder 19. Jahrhundert          | Fachwerkhaus, verschiefert, 18. oder 19. Jahrhundert                                                                                               | Fotos hochladen                |
| Grenzstein          | Bell, Beller Hauptstraße, Ecke L 204 Lage | 1866                              | Grenzstein, bezeichnet 1866 | Fotos hochladen                |
| Wohnhaus            | Hundheim, Dorfstraße 18 Lage              | 18. Jahrhundert                   | Fachwerkhaus, Krüppelwalmdach, 18. Jahrhundert | Fotos hochladen                |
| Quereinhaus         | Krastel, Zum Spielplatz 1 Lage            | 19. Jahrhundert                   | Quereinhaus, Fachwerk verputzt, teilweise verschiefert, 19. Jahrhundert                                                                            | BW                             |
| Hofanlage           | Krastel, Zur Mühle 1 Lage                 | 18. oder 19. Jahrhundert          | Hofanlage; Fachwerkhaus, teilweise massiv, verkleidet, 18. oder 19. Jahrhundert; Fachwerkscheune, bezeichnet 1792; zweite Scheune, bezeichnet 1849 | BW                             |
| Evangelische Kirche | Leideneck, Hauptstraße 6 Lage             | 1850–52                           | Saalbau, 1850–52 | weitere Bilder Fotos hochladen |
| Haustür             | Leideneck, Oberstraße, an Nr. 1 Lage      | frühes 19. Jahrhundert            | klassizistische Tür, frühes 19. Jahrhundert | BW                             |
| Hofanlage           | Rothenberger Hof, Nr. 5 Lage              | 19. Jahrhundert                   | Streckhof; Fachwerkhaus, verschiefert, 19. Jahrhundert                                                                                             | BW                             |
| Quereinhaus         | Völkenroth, Ringstraße 7 Lage             | 19. Jahrhundert                   | Quereinhaus, Fachwerk verschiefert, 19. Jahrhundert                                                                                                | BW                             |
| Hofanlage           | Völkenroth, Ringstraße 19 Lage            | 19. Jahrhundert                   | Hofanlage, 19. Jahrhundert; Fachwerkhaus, verschiefert, Scheune                                                                                    | BW                             |
| Hofanlage           | Völkenroth, Ringstraße 21 Lage            | 19. Jahrhundert                   | Hofanlage, 19. Jahrhundert; Fachwerkhaus, verschiefert, Fachwerkscheune                                                                            | Fotos hochladen                |
| Hofanlage           | Völkenroth, Ringstraße 23 Lage            | 19. Jahrhundert                   | Hakenhof, 19. Jahrhundert; Fachwerkhaus, teilweise verschiefert, Ökonomietrakt; bauliche Gesamtanlage                                              | BW                             |
| Wohnhaus            | Wohnroth, Im Dorf 8 Lage                  | erste Hälfte des 18. Jahrhunderts | Fachwerkhaus, teilweise massiv, Giebelseite mit Zierfachwerk, sonst verändert, Krüppelwalmdach, erste Hälfte des 18. Jahrhunderts                  | BW                             |